# Saint-Martin-la-Campagne
Saint-Martin-la-Campagne és un municipi francès situat al departament de l'Eure i a la regió de Normandia. L'any 2007 tenia 97 habitants.

## Demografia

### Població
El 2007 la població de fet de Saint-Martin-la-Campagne era de 97 persones. Hi havia 38 famílies de les quals 8 eren unipersonals (8 dones vivint soles i 8 dones vivint soles), 11 parelles sense fills i 19 parelles amb fills.
La població ha evolucionat segons el següent gràfic:
Habitants censats

### Habitatges
El 2007 hi havia 38 habitatges, 36 eren l'habitatge principal de la família i 2 eren segones residències. Tots els 38 habitatges eren cases. Dels 36 habitatges principals, 28 estaven ocupats pels seus propietaris i 8 estaven llogats i ocupats pels llogaters; 3 tenien tres cambres, 8 en tenien quatre i 26 en tenien cinc o més. 33 habitatges disposaven pel capbaix d'una plaça de pàrquing. A 19 habitatges hi havia un automòbil i a 16 n'hi havia dos o més.

### Piràmide de població
La piràmide de població per edats i sexe el 2009 era:
| Homes | Edats   | Dones |
| ----- | ------- | ----- |
| 0     | 95 o +  | 0     |
| 0     | 90 a 94 | 0     |
| 0     | 85 a 89 | 0     |
| 0     | 80 a 84 | 0     |
| 0     | 75 a 79 | 4     |
| 0     | 70 a 74 | 4     |
| 8     | 65 a 69 | 4     |
| 0     | 60 a 64 | 0     |
| 0     | 55 a 59 | 4     |
| 0     | 50 a 54 | 0     |
| 0     | 45 a 49 | 0     |
| 12    | 40 a 44 | 4     |
| 0     | 35 a 39 | 4     |
| 4     | 30 a 34 | 0     |
| 4     | 25 a 29 | 8     |
| 0     | 20 a 24 | 0     |
| 0     | 15 a 19 | 0     |
| 4     | 10 a 14 | 8     |
| 0     | 5 a 9   | 4     |
| 4     | 0 a 4   | 0     |

## Economia
El 2007 la població en edat de treballar era de 58 persones, 42 eren actives i 16 eren inactives. De les 42 persones actives 35 estaven ocupades (18 homes i 17 dones) i 7 estaven aturades (3 homes i 4 dones). De les 16 persones inactives 5 estaven jubilades, 4 estaven estudiant i 7 estaven classificades com a «altres inactius».
Activitats econòmiques
Dels 2 establiments que hi havia el 2007, 1 era d'una empresa de construcció i 1 d'una empresa immobiliària.
L'únic servei als particulars que hi havia el 2009 era una fusteria.
L'any 2000 a Saint-Martin-la-Campagne hi havia 5 explotacions agrícoles que ocupaven un total de 375 hectàrees.

## Poblacions més properes
El següent diagrama mostra les poblacions més properes.